# La Casa Nova (Pals)
La Casa Nova és una obra de Pals (Baix Empordà) inclosa a l'Inventari del Patrimoni Arquitectònic de Catalunya.

## Descripció
Mas amb una torre rodona de certa alçada.
La torre està situada al costat de l'entrada principal. A la façana de la casa es conserva les restes d'un matacà, sobrel a vertical de l'accés.
La torre conserva una escala de cargol fins al pis del mas i es cobreix amb una volta esfèrica de pedra. Damunt de la volta, la torre continua uns metres més d'alçada.